# Malouetia amplexicaulis
Malouetia amplexicaulis är en oleanderväxtart som beskrevs av Richard Spruce, Müll.Arg.. Malouetia amplexicaulis ingår i släktet Malouetia och familjen oleanderväxter. Inga underarter finns listade i Catalogue of Life.